# Flucytosine
La flucytosine, ou 5-fluorocytosine, est un analogue fluoré synthétique de la cytosine, une base nucléique pyrimidique, utilisé comme médicament antimycosique. Elle est structurellement apparentée au fluorouracile et à la floxuridine. Il s'agit d'un promédicament, dont la métabolisation chez les mycètes produit la substance active directement dans les cellules cibles. Elle est administrée par voie orale et, dans certains pays, par injection ; la solution est physiquement incompatible avec d'autres médicaments, tels que l'amphotéricine B avec laquelle ce médicament doit souvent être associé afin d'éviter le développement de souches pharmacorésistantes.
La flucytosine est désaminée dans les cellules fongiques en fluorouracile par la cytosine désaminase, enzyme qui n'est pas présente chez les mammifères. Le fluorouracile interfère avec la réplication de l'ADN, la transcription de l'ADN en ARN messager, et plus généralement avec le métabolisme des acides nucléiques, d'où l'effet fongistatique de ce médicament. Ce dernier demeure cependant assez limité et sujet à pharmacorésistances.
La flucytosine est indiquée pour traiter les infections sévères à Candida ou à Cryptococcus neoformans sensibles au médicament. Les espèces de Candida peuvent en particulier présenter des résistances au traitement. Elle peut également être utilisée pour traiter la chromomycose si celle-ci est provoquée par une souche non résistante.
La flucytosine ne doit jamais être utilisée seule pour traiter des infections mycosiques potentiellement mortelles en raison de son efficacité limitée et du développement rapide de pharmacorésistances. Elle doit être utilisée en association avec l'amphotéricine B ou des antimycosiques azolés tels que le fluconazole ou l'itraconazole. Les infections mineures telles que la cystite à Candida peuvent cependant être traitées avec la flucytosine seule.
Tous les patients prenant de la flucytosine doivent être sous surveillance médicale étroite, en particulier du point de vue hépatique, rénal et hématologique. Les doses doivent être réduites et administrées avec prudence chez les patients souffrant de troubles rénaux. Ceux atteints de dépression médullaire ou de troubles hépatiques, ainsi que ceux qui prennent des médicaments susceptibles d'affecter le fonctionnement médullaire (cytostatiques), doivent être considérés avec prudence (suivre l'hémogramme). L'utilisation simultanée de brivudine (en) est une contre-indication absolue.
La flucytosine fait partie de la liste des médicaments essentiels de l'Organisation mondiale de la santé (liste mise à jour en avril 2013).